# Squeak
Squeak — крос-платформна реалізація мови програмування  Smalltalk-80 (Windows, Linux, Macintosh).
Спочатку Squeak було розроблено групою програмістів Apple Computer, в яку входили деякі розробники Smalltalk-80. Розробка була продовжена тією ж групою вже в Walt Disney Imagineering.
У цей час Squeak доступна абсолютно безкоштовно для будь-якого використання. Крім того, Squeak повністю доступний у вихідних кодах (у тому числі і віртуальна машина). У Squeak реалізовано кілька графічних підсистем (у тому числі MVC, успадкована від оригінального Smalltalk-80, в поточній версії не підтримується, працює у версіях молодших за 3.8). Однак основною є власна графічна підсистема Morphic (портована з Self).
Крім самого середовища під відкритою ліцензією поширюється книга Squeak by Example.
До недоліків слід віднести низьку продуктивність віртуальної машини, досить своєрідний GUI і мала кількість документації.
Серед основних розробників: Ден Інгаллс, Алан Кей та Адель Голдберг.